# HD 81799
HD 81799，又名BD-21 2802，SAO 177469、HR 3749，是一颗恒星，视星等为4.69，位于銀經252.94，銀緯20.14，其B1900.0坐标为赤經9h 22m 43.7s，赤緯-21° 20.14′ 18″。